# Kościół katolicki na Wyspach Marshalla
Kościół Rzymskokatolicki w Republice Wysp Marshalla jest częścią  światowego Kościoła katolickiego, który działa pod duchowym przewodnictwem Papieża oraz Kurii Rzymskiej w Watykanie.
Wyspy Marshalla należą do prefektury apostolskiej Wysp Marshalla.

## Historia
Kościół katolicki powstał na Wyspach Marshalla w 1891 roku, gdy na wyspy przybyli Misjonarze Najświętszego Serca Jezusowego.